# Zacoalco de Torres
Zacoalco de Torres é um município do estado de Jalisco, no México.
Em 2005, o município possuía um total de 25.529 habitantes.